# Diadegma crassum
Diadegma crassum är en stekelart som först beskrevs av Bridgman 1889.  Diadegma crassum ingår i släktet Diadegma och familjen brokparasitsteklar. Inga underarter finns listade i Catalogue of Life.